# لادسون (كارولاينا الجنوبية)
لادسون (بالإنجليزية: Ladson CDP, South Carolina)‏ هي منطقة سكنية تقع بولاية كارولاينا الجنوبية في الولايات المتحدة. تبلغ مساحتها 18.2 كم2، وترتفع عن سطح البحر 15 م، بلغ عدد سكانها 13,790 نسمة في عام 2010 حسب إحصاء مكتب تعداد الولايات المتحدة وتصل الكثافة السكانية فيها 757.7 نسمة لكل كيلومتر مربع (1,962.4/ميل2).

## التركيبة السكانية
حدّد مكتب تعداد الولايات المتحدة بيانات التركيبة السكانية للادسون في تعداد الولايات المتحدة. في ما يلي، التركيبة السكانية حسب تعدادي 2000 و2010.

### تعداد عام 2000
بلغ عدد سكان لادسون 13,264 نسمة بحسب تعداد عام 2000، وبلغ عدد الأسر 4,571 أسرة وعدد العائلات 3,562 عائلة مقيمة في المنطقة السكنية. في حين سجلت الكثافة السكانية 728.8 نسمة لكل كيلومتر مربع (1,887.6/ميل2). وبلغ عدد الوحدات السكنية 4,863 وحدة بمتوسط كثافة قدره 267.2 لكل كيلومتر مربع (692.0/ميل2).
وتوزع التركيب العرقي للمنطقة السكنية بنسبة 71.70% من البيض و22.06% من الأمريكيين الأفارقة و0.97% من الأمريكيين الأصليين و2.04% من الأمريكيين ذوي الأصول الآسيوية و0.07% من سكان جزر المحيط الهادئ و1.30% من الأعراق الأخرى و1.86% من عرقين مختلطين أو أكثر و2.97% من الهسبانيون أو اللاتينيون من أي عرق.
بلغ عدد الأسر 4,571 أسرة كانت نسبة 49.4% منها لديها أطفال تحت سن الثامنة عشر تعيش معهم، وبلغت نسبة الأزواج القاطنين مع بعضهم البعض 56.4% من أصل المجموع الكلي للأسر، ونسبة 15.8% من الأسر كان لديها معيلات من الإناث دون وجود شريك، بينما كانت نسبة 5.7% من الأسر لديها معيلون من الذكور دون وجود شريكة وكانت نسبة 22.1% من غير العائلات. تألفت نسبة 15.9% من أصل جميع الأسر من عدة أفراد يعيشون في نفس المنزل ونسبة 3% كانت تتألف من شخص يعيش بمفرده يبلغ من العمر 65 عاماً أو أكثر. وبلغ متوسط حجم الأسرة المعيشية 2.90، أما متوسط حجم العائلات فبلغ 3.22.
بلغ العمر الوسطي للسكان 31.0 عاماً. وكانت نسبة 31% من القاطنين تحت سن الثامنة عشر، وكانت نسبة 9.7% بين الثامنة عشر والرابعة والعشرين عاماً، ونسبة 33.6% كانت واقعةً في الفئة العمرية ما بين الخامسة والعشرين والرابعة والأربعين عاماً، ونسبة 20.7% كانت ما بين الخامسة والأربعين والرابعة والستين، ونسبة 4.9% كانت ضمن فئة الخامسة والستين عاماً فما فوق. يوجد لكل 100 أنثى 99.2 ذكر، ويوجد لكل 100 أنثى في الثامنة عشر من عمرها فما فوق 96.3 ذكر.
بلغ متوسط دخل الأسرة في المنطقة السكنية 41,589 دولارًا، أما متوسط دخل العائلة فبلغ 44,726 دولارًا. وكان متوسط دخل الذكور 31,290 دولارًا مقابل 23,524 دولارًا للإناث. وسجل دخل الفرد الخاص بالمنطقة السكنية 16,482 دولارًا. وكانت نسبة 7.1% من العائلات ونسبة 9.8% من السكان تحت خط الفقر، وكان من هؤلاء نسبة 14.3% تحت سن الثامنة عشر ونسبة 9.3% في الخامسة والستين من العمر وما فوق.

### تعداد عام 2010
بلغ عدد سكان لادسون 13,790 نسمة بحسب تعداد عام 2010، وبلغ عدد الأسر 4,680 أسرة وعدد العائلات 3,575 عائلة مقيمة في المنطقة السكنية. في حين سجلت الكثافة السكانية 757.7 نسمة لكل كيلومتر مربع (1,962.4/ميل2). وبلغ عدد الوحدات السكنية 5,013 وحدة بمتوسط كثافة قدره 275.4 لكل كيلومتر مربع (713.3/ميل2).
وتوزع التركيب العرقي للمنطقة السكنية بنسبة 61.52% من البيض و26.27% من الأمريكيين الأفارقة و0.80% من الأمريكيين الأصليين و2.15% من الأمريكيين ذوي الأصول الآسيوية و0.06% من سكان جزر المحيط الهادئ و5.62% من الأعراق الأخرى و3.58% من عرقين مختلطين أو أكثر و11.27% من الهسبانيون أو اللاتينيون من أي عرق.
بلغ عدد الأسر 4,680 أسرة كانت نسبة 44.2% منها لديها أطفال تحت سن الثامنة عشر تعيش معهم، وبلغت نسبة الأزواج القاطنين مع بعضهم البعض 50.3% من أصل المجموع الكلي للأسر، ونسبة 18.9% من الأسر كان لديها معيلات من الإناث دون وجود شريك، بينما كانت نسبة 7.2% من الأسر لديها معيلون من الذكور دون وجود شريكة وكانت نسبة 23.6% من غير العائلات. تألفت نسبة 17.3% من أصل جميع الأسر من عدة أفراد يعيشون في نفس المنزل ونسبة 4.6% كانت تتألف من شخص يعيش بمفرده يبلغ من العمر 65 عاماً أو أكثر. وبلغ متوسط حجم الأسرة المعيشية 2.95، أما متوسط حجم العائلات فبلغ 3.29.
بلغ العمر الوسطي للسكان 32.2 عاماً. وكانت نسبة 29.5% من القاطنين تحت سن الثامنة عشر، وكانت نسبة 9.4% بين الثامنة عشر والرابعة والعشرين عاماً، ونسبة 29.8% كانت واقعةً في الفئة العمرية ما بين الخامسة والعشرين والرابعة والأربعين عاماً، ونسبة 24% كانت ما بين الخامسة والأربعين والرابعة والستين، ونسبة 7.3% كانت ضمن فئة الخامسة والستين عاماً فما فوق. وتوزع التركيب الجنسي للسكان بنسبة 49.1% ذكور و50.9% إناث.